# Жамбалов, Намдак Жамбалович
Намдак Жамбалович Жамбалов (род. 28 марта 1950, Ага-Хангил, Читинская область) — российский политический деятель. Член Совета Федерации Федерального Собрания Российской Федерации от Агинского Бурятского округа.

## Биография
Родился 28 марта 1950 в Ага-Хангиле Читинской области. Окончил Читинский медицинский институт. В 1993 главный врач Могойтуйского территориального объединения.
Депутат Совета Федерации Федерального Собрания Российской Федерации первого созыва от Агинского-Бурятского АО с января 1994 по январь 1996, избран 12 декабря 1993 года по Агинскому двухмандатному избирательному округу.
С февраля 1994 — член Комитета СФ по международным делам.
Участвовал в выборах губернатора Агинского округа 23 февраля 1997 года, занял четвёртое место с 8,71% голосов.